# Lucien Stanzione
Lucien Stanzione, né le 19 août 1950, est un homme politique français.

## Biographie
Conseiller municipal de la commune d'Althen-des-Paluds, après avoir été maire durant quelques années, il est élu sénateur de Vaucluse le 27 septembre 2020.
À sa fondation en 2025, il devient secrétaire de l'Association des amis du Félibrige au Sénat.